# Тіньорит
«Тіньорит» (пол. Cienioryt) — фентезійний роман під знаком меча й пальто польського письменника Кшиштофа Піскорського, нагороджений Меморіальною премією імені Януша Зайделя в категорії найкращий роман 2014 року. Вийшов 2013 року у видавництві Wydawnictwo Literackie. Написаний в тому числі й за зразком іберо-американських романів (Маркеса, Переса-Реверте, Кортасара). Автор роману був натхненний La Verdadera Destreza, іспанською школою фехтування, і декілька днів пробув у Барселоні. Суттєвий вплив на роман мала й школа живопису — оригінальний заголовок роману «Світлотінь». З метою написання романів автором були використані переклади фехтувальних трактатів XVI-XVII століть.
Автор визнає, що він не правильно відмовився від будь-якого мистецтва фехтування, а описи в ньому, переважно, є його власним варіантом на тему фехтування.
Події роману відбувається у фантастичному світі, який називається Серіва, котрий нагадує Іспанію та Францію періоду мушкетерів. Важливу роль у сюжеті відіграє магічна система тіней.
Робота над «Тіньоритом» забрала в автора два роки.
|                    | Не здогадуючись про власну значущість, не передбачаючи стигми, які він мав накласти на долю країни, він втік від метушні до суєти, від бійки до бійки, а гостра рапіра рятувала йому життя принаймні стільки ж разів, як й гострий зір та розумна голова. Ім'я бакалавра було Арахон Каранца Мартенес І-Грената І-Барратор, він був майстром школи фехтування, знаний як ла дестерза. Це його історія. |
| — фрагмент Прологу | |

«Тіньорит» відрізняється яскраво вираженою оповіддю від першої особи. Персонаж, який розповідає більшу частину тексту, не розкриває себе, але в той самий час часто нагадує читачу, що він там теж був і все бачив.

## Сюжет
Події роману розгортаються в Серіві, в портовому місті на півдні країни. У цій країні тіні є окремими істотами, які живуть незалежно від людей. Головний герой — Арахон Каранца Мартенез І-Грената І-Барратор: колись відомий майстер фехтування, а тепер вичайний збіднілий чоловік, який час від часу дає уроки. Щоб гарантувати безпеку своїй родині, він береться за небезпечне завдання, а до його рук потрапляє загадковий артефакт, тіньорит, який дозволяє подорожувати між вимірами.